# ジョエル・キムワキ
ジョエル・キムワキ（Joël Kimwaki, 1986年10月14日 - ）は、コンゴ民主共和国、キンシャサ出身の、同国代表サッカー選手。ポジションはDF (CB)。国内のFCルネッサンスコンゴに所属している。

## 来歴
2010年のクラブワールドカップで、メキシコのパチューカに勝利し、更にはインテルナシオナルから決勝ゴールを奪い、2-0の勝利に貢献し、注目を浴びた。

## 代表歴
2009年からサッカーコンゴ民主共和国代表に招集されている。